# Alignements de la Madeleine
Les alignements de la Madeleine, dénommés aussi alignements de Lestridiou, sont un ensemble d'alignement mégalithiques, désormais disparus, qui étaient situés à cheval sur les communes de Penmarch et Plomeur, dans le Finistère en France.

## Historique
La première description du site est donnée en 1867 par Armand René du Châtellier qui en fit dresser un plan au 1/5000 millième par l'agent voyer de Pont-l'Abbé. Le site est progressivement dégradé par la récupération des pierres, et, en 1881, son fils Paul du Châtellier constate déjà la disparition d'un grand nombre de menhirs : il estime, en 1889, qu'il reste encore près de 200 monolithes. Quelques menhirs sont encore visibles au milieu du XXe siècle, mais le site disparaît complètement lors des opérations de remembrement des années 1960. Au début des années 1990, l'association War Maez découvre plusieurs menhirs enfouis sous le sable dunaire et les fait redresser le long d'un chemin de randonnée pour évoquer le site disparu, sans la prétention d'une restauration même partielle.

## Description
Selon du Châtellier, le site correspondait à quatre alignements, sur une longueur d'environ 1 km, orientés est-ouest, espacés entre eux de 8 à 12 m. Bien que les alignements avaient déjà subis à l'époque des démantèlements partiels, ils comportaient encore environ 200 pierres, dont la hauteur des plus grandes dépassaient 3 m alors que les plus petites atteignaient seulement 0,50 à 0,60 m. Du Châtellier mentionne des pierres brutes, sans aucune retouche. Il s'interroge sur les distances inégales qui séparent les pierres au sein d'un même alignement, espacements volontaires à l'origine ou résultant de la disparition d'éléments intermédiaires. En admettant que les menhirs auraient été régulièrement écartés de 6 m, du Châtellier émet l'hypothèse que le site sur quatre rangées de 166 menhirs, aurait pu rassembler 600 à 700 monolithes. 
À l'extrémité ouest des alignements, près de l'ancien moulin à vent de la Palue, son fils, Paul du Châtellier, mentionne l'existence d'un cromlech, mais n'en donne aucune description.
En raison de l'importance du site, du Châtellier est conduit à le comparer aux alignements de Carnac et son fils considérera plus tard qu'il s'agissait « des plus beaux alignements qui aient existé dans le Finistère [...] sans pour autant avoir l'importance de ceux de Carnac ». 
Armand du Châtellier effectua des fouilles sommaires au pied de quelques menhirs, sans y découvrir rien d'autre que trois anneaux et une amulette en bronze.

## Folklore
Armand du Châtellier constatait qu'il existe, à peu de distance du site, deux fontaines aux vertus miraculeuses pour les maladies de peau, connues et fréquentées de très longue date, associée au culte d'un Saint Étienne : les femmes viennent y frotter le linge des enfants contre la figure du saint et s'y rendent en procession lors des pardons organisés à la chapelle voisine de la Madeleine. 
Selon la tradition, les pierres alignées seraient les cailloux jetés par Marie-Madeleine sur le Diable qui occupait les lieux quand elle vint s'établir dans le pays.